# Begovo Brdo Žumberačko
 Begovo Brdo Žumberačko  falu Horvátországban Zágráb megyében. Közigazgatásilag Krašićhoz tartozik.

## Fekvése
Zágrábtól 41 km-re délnyugatra, községközpontjától 6 km-re északnyugatra a Zsumberki-hegység területén fekszik. 

## Története
1806-ban még "Begi" néven említik. A falunak 1857-ben 239, 1910-ben 155 lakosa volt. Trianon előtt Zágráb vármegye Jaskai járásához tartozott. 2001-ben 22 lakosa volt.

## Lakosság
| Lakosság változása | Lakosság változása | Lakosság változása | Lakosság változása | Lakosság változása | Lakosság változása | Lakosság változása | Lakosság változása | Lakosság változása | Lakosság változása | Lakosság változása | Lakosság változása | Lakosság változása | Lakosság változása | Lakosság változása |
| ------------------ | ------------------ | ------------------ | ------------------ | ------------------ | ------------------ | ------------------ | ------------------ | ------------------ | ------------------ | ------------------ | ------------------ | ------------------ | ------------------ | ------------------ |
| 1857               | 1869               | 1880               | 1890               | 1900               | 1910               | 1921               | 1931               | 1948               | 1953               | 1961               | 1971               | 1981               | 1991               | 2001               |
| 239                | 124                | 161                | 184                | 187                | 155                | 156                | 148                | 115                | 118                | 115                | 100                | 51                 | 51                 | 22                 |

## Külső hivatkozások
Krašić hivatalos oldala